# 4343 Tetsuya
4343 Tetsuya è un asteroide della fascia principale del diametro medio di circa 18,94 km. Scoperto nel 1988, presenta un'orbita caratterizzata da un semiasse maggiore pari a 2,7877566 UA e da un'eccentricità di 0,1687565, inclinata di 6,93423° rispetto all'eclittica.

## Curiosità
L'asteroide è dedicato all'astronomo amatoriale giapponese Tetsuya Fujii, prolifico scopritore di asteroidi.